# François Max Bugnicourt
François Max Bugnicourt (né et mort à Bordeaux, 14 décembre 1868 - 1er août 1936) est un artiste peintre et graveur français.

## Biographie
Descendant d'une famille d’artistes miniaturistes célèbres à la fin du XVIIIe siècle et début XIXe siècle, il fut l'élève du peintre Louis-Alexandre Cabié. Essentiellement artiste
paysagiste, il a réalisé des gravures à l’eau-forte, à l’aquatinte et de nombreuses gravures sur bois et est également connu comme illustrateur. C'est dans ses gravures que s'exprime au mieux son style ; il fait peu de réserves et laisse l'encre noyer ses dessins dans des ambiances nocturnes. En 1921, il est fait Officier de l'Instruction publique et il devient sociétaire des Artistes Méridionaux de Toulouse. En 1923, il est nommé Sociétaire de la Société Nationale des Beaux-Arts de Paris. Une rue porte son nom à Bordeaux depuis 2005.

## Œuvre
- 1896 - Salon des Champs-Elysées : La Lutte vaine (peinture).
- 1897 - L'Étang de Lacanau (peinture).
- 1901 - Lever de lune aux Andelys (peinture).
- 1902 - L'Épave (peinture).
- 1903 - Exposition internationale de Reims, Bords de la Charente (peinture) obtient la médaille d'or.
- 1906 - Salon des Champs-Élysées : Intérieur d'artiste (peinture).
- 1908 - Crépuscule sous les pins (gravure), achetée par la ville de Laval pour son musée.
- 1908 - Derniers rayons sur la Lande (gravure), il est nommé associé de la Société nationale des Beaux-Arts de Paris.
- 1909 - L'Approche de l'orage et La vieille au fagot (gravures originales) sont achetées par l'État.
- 1909 - Idylle dans les Landes (dessin) est une commande de l'État.
- 1910 - Les Gerbes, L'orage sur la dune et Troupeau Landais (gravures originales) achetées par l'État.
- 1910 - Étude  sur la  gravure  contemporaine  en France, un livre avec une préface de Gustave Geffroy.
- 1911 - Soleil couchant dans les pins (gravure originale) pour le musée d'Alger.
- 1912 - Musées de Brest, Belfort, Philippeville (gravures originales) achetées par l'État.
- 1914 - Bergerie en ruines (peinture) acheté par l'État à la Société l'Atelier de Bordeaux pour la préfecture.
- 1917 - Quatre gravures originales achetées par la ville de Bordeaux pour son musée
- 1923 - Vingt-cinq compositions gravées pour les Poèmes de la Genèse, de Jean Léger, préface de J.-H. Rosny aîné.